# Барбара Крюгер
Барбара Крюгер (на английски: Barbara Kruger) е американска художничка.
Родена е на 26 януари 1945 година в Нюарк в работническо семейство с еврейски произход. Учи за кратко в Сиракюзкия университет и Училището по дизайн „Парсънс“, но прекъсва образованието си и от средата на 60-те години работи като графичен дизайнер на списания и книги. От края на 60-те години представя свои инсталации и става известна с колажите си от чернобели фотографии с декларативни надписи. Работи и с други форми, сред които скулптура и видео и аудио инсталации. Преподава в Калифорнийския университет – Сан Диего и Калифорнийския университет – Лос Анджелис.